# Rolando (Vorname)
Rolando ist ein männlicher Vorname.

## Herkunft und Bedeutung
Rolando ist eine romanische Variante von Roland.

## Namensträger

### Vorname
- Rolando Aarons (* 1995), jamaikanisch-englischer Fußballspieler
- Rolando Arjona Amábilis (1920–2014), mexikanischer Künstler
- Rolando Bianchi (* 1983), italienischer Fußballspieler
- Rolando Fonseca (* 1974), costa-ricanischer Fußballspieler
- Rolando Jorge Pires da Fonseca (* 1985), kapverdisch-portugiesischer Fußballspieler, bekannt als Rolando
- Rolando Garbey (1947–2023), kubanischer Boxer
- Rolando Mandragora (* 1997), italienischer Fußballspieler
- Rolando Maran (* 1963), italienischer Fußballspieler und -trainer
- Rolando Mosca Moschini (* 1939), italienischer General
- Rolando Panerai (1924–2019), italienischer Opernsänger (Bariton)
- Rolando Rigoli (* 1940), italienischer Säbelfechter
- Rolando Tucker (* 1971), kubanischer Florettfechter
- Rolando Uríos (* 1971), spanischer Handballspieler
- Rolando Villazón (* 1972), franco-mexikanischer Opernsänger (Tenor)

### Künstlername
- DJ Rolando, US-amerikanischer Techno-DJ und Musiker